# Diskografija Twisted Sistera
Popis kompletne diskografije, američke glam metal skupine Twisted Sister.

## Studijski i uživo albumi
| Godina | Naslov                                | Pozicija na Top ljestvici (SAD) | Pušten u prodaju       | Primjeraka                         |
| ------ | ------------------------------------- | ------------------------------- | ---------------------- | ---------------------------------- |
| 1982.  | Under the Blade                       | 70                              | 18. rujna 1982.        | 125 000                            |
| 1983.  | You Can't Stop Rock 'n' Roll          | 42                              | 27. srpnja 1983.       |                                    |
| 1984.  | Stay Hungry                           | 40                              | 10. svibnja 1984.      | - SAD: zlatni - KAN: 5× platinasti |
| 1985.  | Come Out and Play                     | —                               | 9. studenog 1985.      | - SAD: zlatni - KAN: 3× platinasti |
| 1987.  | Love Is for Suckers                   | 31                              | 13. kolovoza 1987.     | - SAD: zlatni - KAN: platinasti    |
| 2002.  | Club Daze Volume II: Live in the Bars | —                               | 1999 (re-izdan u 2011) |                                    |
| 2004.  | Still Hungry                          |                                 | 19. listopada 2004.    |                                    |
| 2006.  | Live at Wacken - The Reunion          |                                 |                        |                                    |
| 2006.  | A Twisted Christmas                   |                                 | 17. listopada 2006.    |                                    |
| 2007.  | A Twisted Christmas - Live            |                                 |                        |                                    |
| 2008.  | Live at the Astoria                   |                                 |                        |                                    |
| 2011.  | Live at Hammersmith                   | —                               |                        |                                    |

## Kompilacije
| Godina | Naslov                                  | Pušten u prodaju   | Primjeraka |
| 1992.  | Big Hits and Nasty Cuts                 | 17. ožujka 1992.   | —          |
| ------ | --------------------------------------- | ------------------ | ---------- |
| 1999.  | Club Daze Volume 1: The Studio Sessions | 22. studenog 1992. | —          |
| 2002.  | The Essentials                          |                    |            |
| 2003.  | We're Not Gonna Take It & Other Hits    |                    |            |

## EP
| Godina | Naslov     |
| ------ | ---------- |
| 1981.  | Ruff Cutts |

## Singlovi
| Godina | Naslov                                                              |  | Album                        | Primjeraka                      |
| ------ | ------------------------------------------------------------------- |  | ---------------------------- | ------------------------------- |
| 1982.  | "Bad Boys (Of Rock 'N' Roll)"                                       |  | Under the Blade              | —                               |
| 1983.  | "I Am (I'm Me)" "The Kids Are Back" "You Can't Stop Rock 'n' Roll"  |  | You Can't Stop Rock 'n' Roll |                                 |
| 1984.  | "We're Not Gonna Take It" "I Wanna Rock" "The Price" "Burn in Hell" |  | Stay Hungry                  | - SAD: zlatni - KAN: platinasti |
| 1985.  | "Leader of the Pack" "Be Chrool to Your Scuel"                      |  | Come Out and Play            | - SAD: zlatni - KAN: platinasti |
| 1986   | "Hot Love"                                                          |  | Love Is for Suckers          |                                 |